# Masse terrestre (unité)
Cet article concerne l'unité de masse. Pour la mesure de la masse de notre planète, voir Masse de la Terre.
La masse terrestre (ou masse de la Terre), de symbole M🜨 ou MT (voire ME, d'après l'anglais Earth), est une unité de masse couramment employée en astronomie et planétologie, notamment pour exprimer la masse des planètes du Système solaire et de leurs lunes, ou celle des exoplanètes de type terrestre.
Cette unité a été définie comme égale à la masse de la planète Terre, soit 5,972 2 × 1024 kg ou 1/332950 = 0,000 003 003 7 masse solaire, ou encore 1/317,83 = 0,003 146 6 masse jovienne.

## Masse terrestre nominale
En 2015 la XXIXe assemblée générale de l'Union astronomique internationale (UAI) a défini la « masse terrestre nominale », une valeur devant rester constante quelles que soient les améliorations ultérieures de la précision des mesures de M🜨. Cette valeur, notée {\displaystyle {\mathcal {M}}_{\mathrm {E} }^{\mathrm {N} }}, est en fait définie via son produit par la constante gravitationnelle G :
{\displaystyle ({\mathcal {GM}})_{\mathrm {E} }^{\mathrm {N} }} = 3,986 004 × 1014 m3/s2
La raison de ce choix tient à la relativement faible précision de la mesure de G, en comparaison de celle  des produits de type GM où M désigne la masse d'un objet céleste quelconque. Pour exprimer la masse M d'un objet céleste en termes de masses terrestres nominales, on divise la valeur de GM par celle de {\displaystyle ({\mathcal {GM}})_{\mathrm {E} }^{\mathrm {N} }}.